# Vilja (Elefant)

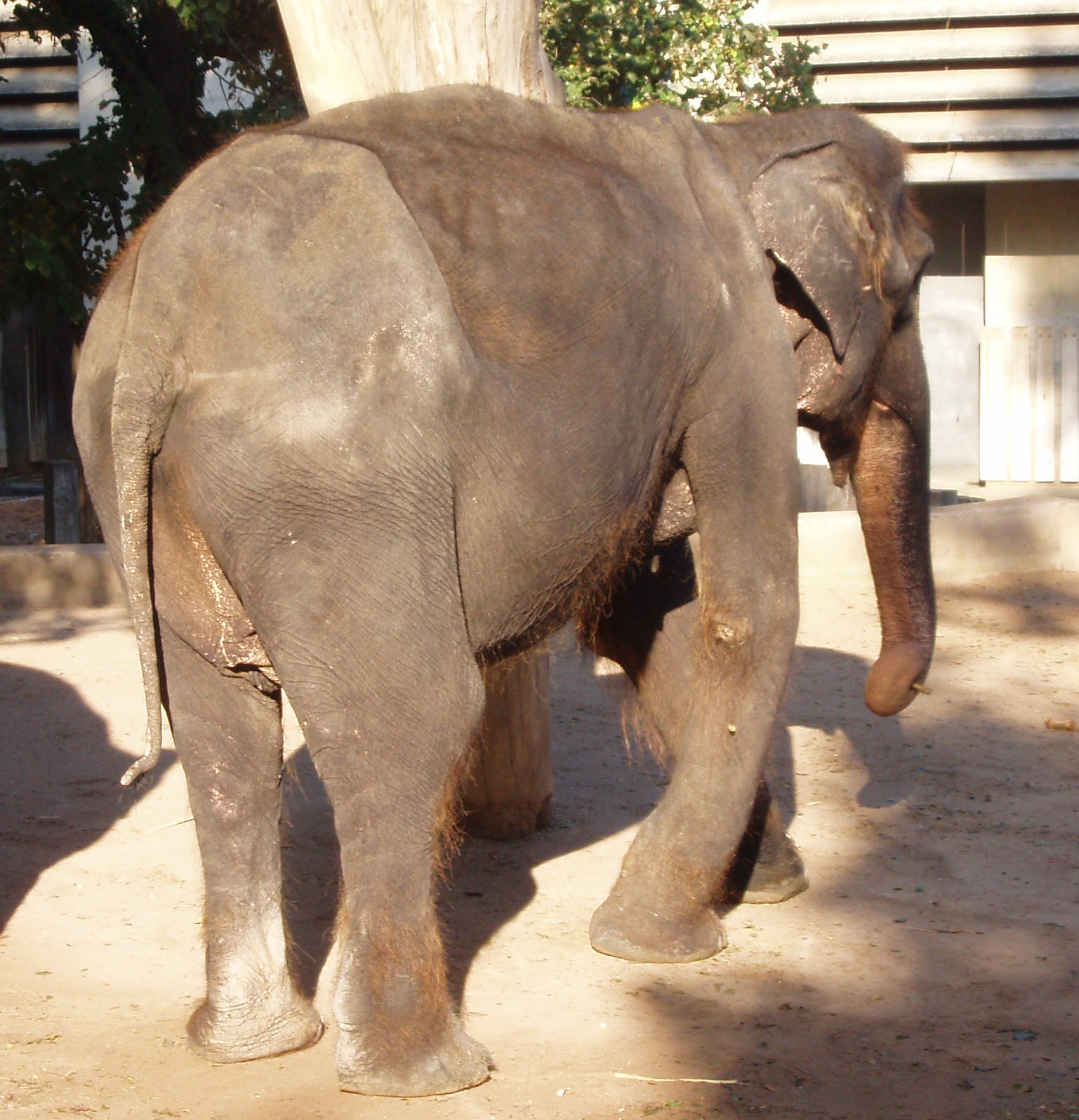
Vilja im Oktober 2007

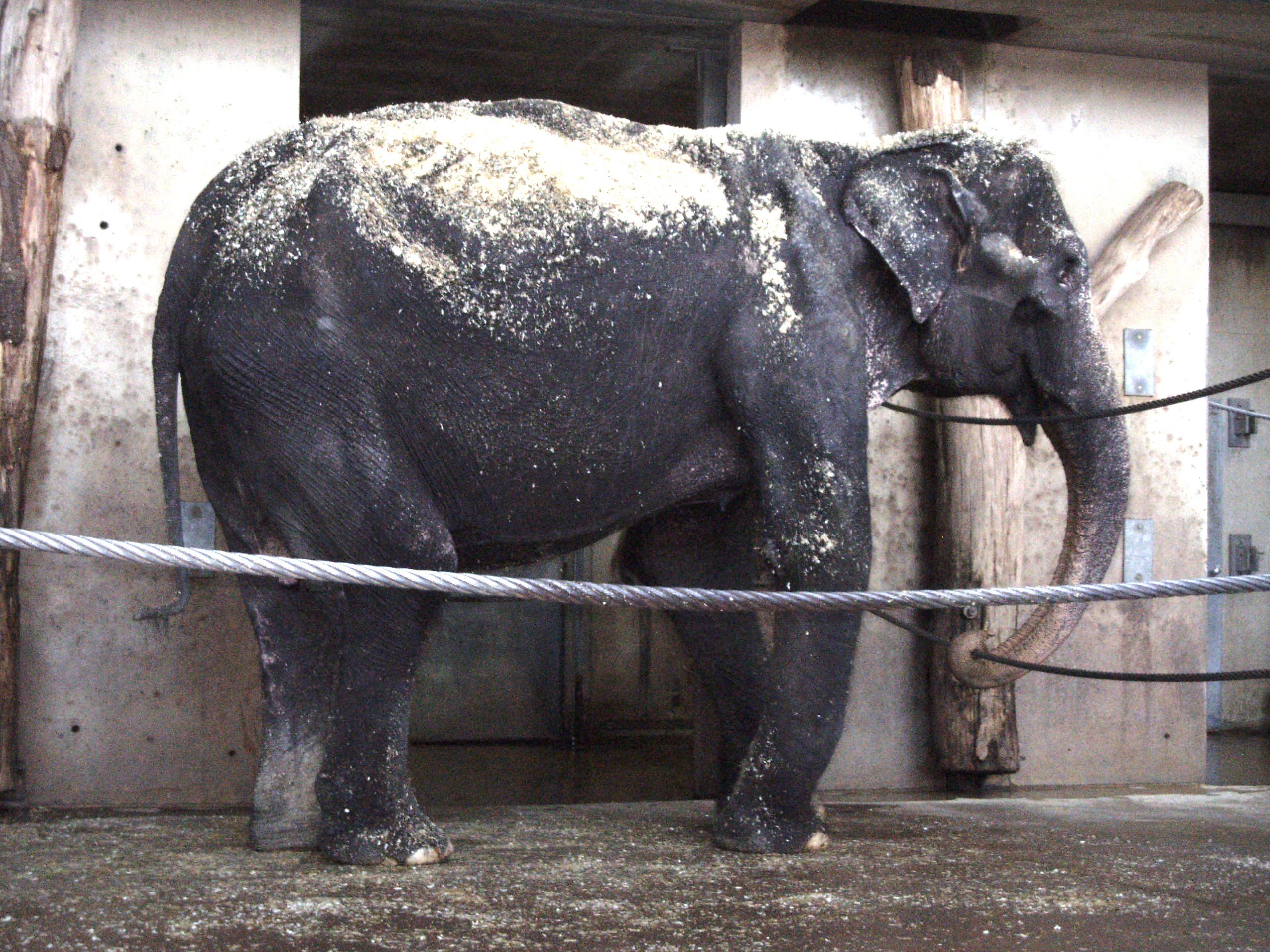
Allein im Elefantenhaus: April 2008

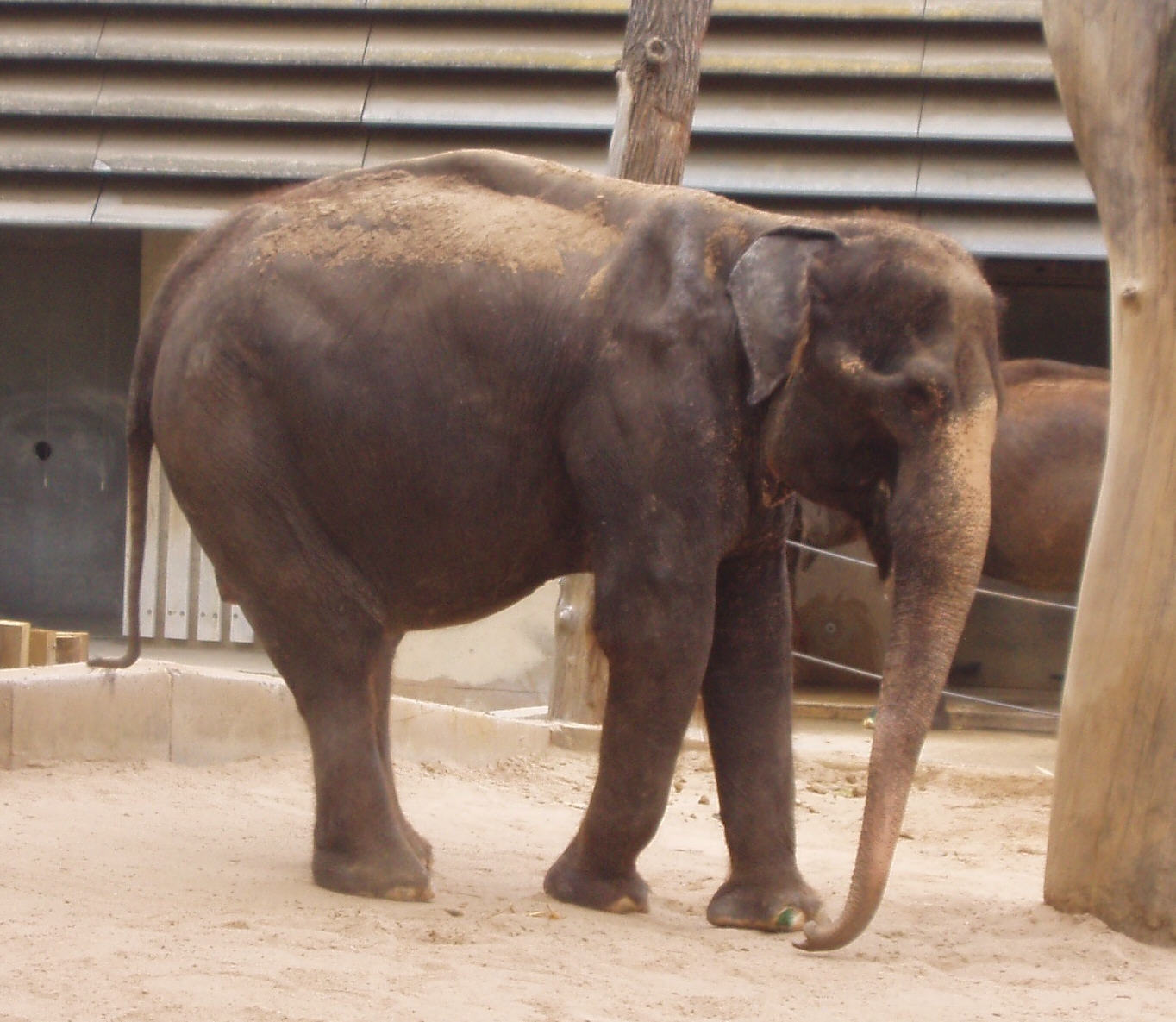
Vilja im April 2009

Vilja (* 1949; † 10. Juli 2010 in Stuttgart) war eine asiatische Elefantenkuh, die in der Stuttgarter Wilhelma lebte und als einer der Publikumslieblinge galt. Bekannt wurde sie aufgrund ihres hohen Alters, sie war der älteste Elefant Europas.

## Herkunft
Viljas genaue Herkunft ist unbekannt, jedoch kann anhand früher Fotografien vermutet werden, dass sie von der Insel Sumatra stammte. Das europäische Zuchtbuch für asiatische Elefanten nennt als Geburtsjahr für Vilja das Jahr 1949. Vilja kam im Jahre 1952 im Rahmen einer Ausstellung zum Thema Dschungeltiere als einer von zwei Elefanten nach Stuttgart und wurde danach für 12.000 Mark (entspricht inflationsbereinigt etwa 37.000 Euro) vom damaligen Direktor Schöchle gekauft. Besondere Kennzeichen von Vilja waren ihre starke Behaarung, wie sie Elefanten aufweisen, die aus Sumatra stammen, sowie der geknickte Schwanz.

## Letzte Lebensjahre und Tod
Im Sommer 2006 wurde bekannt, dass Vilja einen Teil einer ihrer letzten Backenzähne verloren hatte. Der Elefant kaute damals nach Aussage seines Tierpflegers bereits auf der letzten Zahngarnitur.
Am 24. Januar 2008 stürzte Vilja als Folge einer Rangelei in den Graben des Außengeheges und konnte erst nach mehreren Stunden von der Feuerwehr geborgen werden. Die Leitung der Wilhelma beschloss daraufhin, dem Tier den Zugang zu seinem Lieblingsplatz dicht an diesem Graben nicht mehr zu ermöglichen.
Seit Anfang Februar 2008 nahm Vilja, deren Zähne nun offenbar nicht mehr ausreichten, um die Nahrung richtig zu zerkleinern, deutlich an Gewicht ab und musste zeitweise durch Infusionen ernährt werden. Am 24. Januar 2009 wurde ihr 60. Geburtstag in der Wilhelma gefeiert. Am 10. Juli 2010 starb Vilja an Herz-Kreislaufversagen.